# ELNA Opatovice
ELNA Opatovice (nebo též Odb ELNA Opatovice) je odbočka, která se nachází v km 15,383 dvoukolejné části trati Pardubice–Liberec (mezi zastávkami Čeperka a Opatovice nad Labem), do které se v odbočce napojuje vlečka Elektrárny Opatovice. Nachází se mezi Pohřebačkou a Opatovicemi nad Labem v katastrálním území Pohřebačka.

## Historie
Odbočka vznikla během stavby zdvoukolejnění trati Stéblová – Opatovice nad Labem, které probíhalo v letech 2014-2015, původně byla vlečka zapojena do stanice Opatovice nad Labem (posléze přejmenované na Opatovice nad Labem-Pohřebačka). Od 12. listopadu 2024 odbočka je dálkově ovládána z Centrálního dispečerského pracoviště Praha nebo pracoviště pohotovostního výpravčího Pardubice, případně ze záložního pracoviště v Opatovicích nad Labem-Pohřebačce, původně bylo možné ovládání jen z dopravní kanceláře stanice Opatovice nad Labem-Pohřebačka.

## Popis odbočky
Odbočka je vybavena elektronickým stavědlem ESA 44, které je dálkově ovládáno z Centrálního dispečerského pracoviště Praha nebo pracoviště pohotovostního výpravčího Pardubice, případně ze záložního pracoviště v Opatovicích nad Labem-Pohřebačce, kde je také umístěna deska nouzových obsluh. Vnitřní část technologie zabezpečovacího zařízení je umístěna v domku u odbočky. V obvodu odbočky se nachází jeden přejezd vybavený světelným přejezdovým zabezpečovacím zařízením se závorami.
Traťový úsek mezi odbočkou a Stéblovou je vybaven obousměrným automatickým blokem, mezi odbočkou a stanicí Opatovice nad Labem-Pohřebačka je zřízeno traťové zabezpečovací zařízení integrované do stavědla ESA 44 odbočky, mezi odbočkou a elekrárnou Opatovice se jízdy vlaků zabezpečují pomocí automatického hradla.
Stykem mezi infrastrukturou Správy železnic a vlečkou Elektrárny Opatovice je výhybka č. V1 v obvodu odbočky.